# فضا در طراحی چشم‌انداز
فضا در طراحی چشم‌انداز (به انگلیسی: Space in landscape design) به نظریه‌هایی در مورد معنا و ماهیت فضا به عنوان یک حجم و به عنوان عنصری در طراحی اشاره دارد. مفهوم فضا به عنوان رسانه اساسی طراحی منظر از بحث‌های مرتبط با نوگرایی، هنر معاصر، هنر و طراحی آسیایی که در باغ ژاپنی دیده می‌شود و معماری شکل گرفت.